# WWE Live from Madison Square Garden
WWE Live from Madison Square Garden było galą profesjonalnego wrestlingu wyprodukowaną przez federację WWE, która odbyła się 3 października 2015 i była transmitowana ekskluzywnie na WWE Network. Gala była okrzyknięta jako jedna z części "Go To Hell Touru" Brocka Lesnara i jego powrotu do Madison Square Garden w jego pierwszej walce na arenie od 2004 roku. Jednym z wydarzeń gali była również celebracja 25. rocznicy pierwszej walki Chrisa Jericho w profesjonalnym wrestlingu.

## Przygotowania
| Rola                    | Osoba                    |
| ----------------------- | ------------------------ |
| Komentatorzy            | Byron Saxton             |
| Komentatorzy            | Rich Brennan             |
| Komentatorzy            | John "Bradshaw" Layfield |
| Przeprowadzający wywiad | Kyle Edwards             |

Gala oferowała walki profesjonalnego wrestlingu z udziałem różnych wrestlerów z istniejących oskryptowanych rywalizacji i storyline'ów, które były kreowane na głównych tygodniówkach WWE, Raw i SmackDown. Wrestlerzy byli przedstawiani jako heele (negatywni, źli zawodnicy i najczęściej wrogowie publiki) i face'owie (pozytywni, dobrzy i najczęściej ulubieńcy publiki), gdzie rywalizowali pomiędzy sobą w seriach walk mających w budować napięcie, kulminując w decydującą walkę wrestlerską lub ich serię.

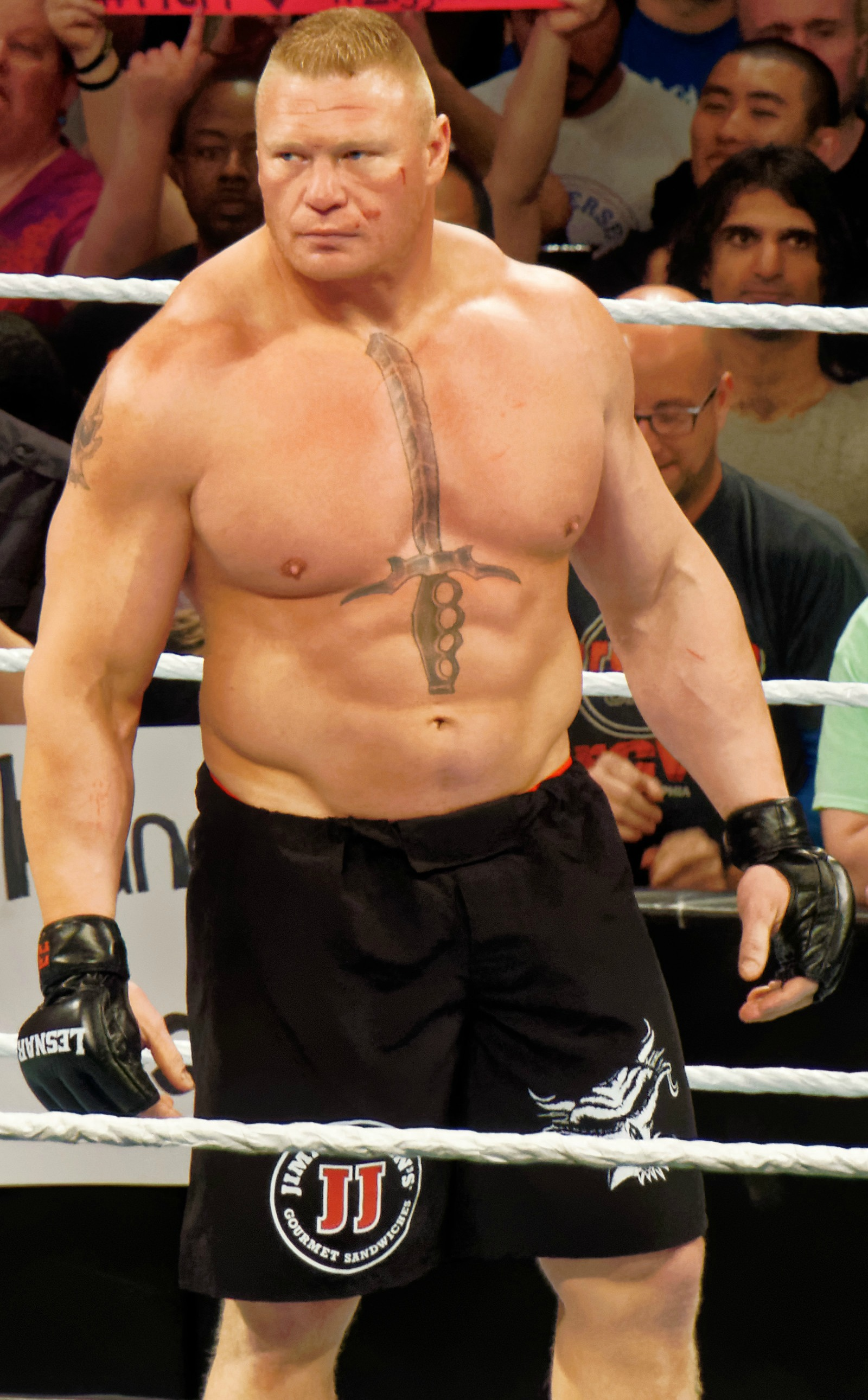
Brock Lesnar, który zmierzył się z Big Showem w jego pierwszej walce w MSG od WrestleManii XX.

W walce wieczoru, Brock Lesnar zmierzy się z Big Showem. Lesnar ówcześnie pokonał Big Showa na Royal Rumble 2014.
Na WrestleManii 31, John Cena stał się posiadaczem WWE United States Championship po tym jak pokonał Ruseva. 27 lipca na Raw, Cena wyzwał Setha Rollinsa do walki o WWE World Heavyweight Championship należącego do Rollinsa, lecz The Authority ustawiło walkę, ale o tytuł Ceny. Cena wygrał walkę przez submission, lecz podczas niej Rollins złamał rywalowi nos. Tydzień później Rollins wyzwał Cenę do Title vs. Title matchu na SummerSlam, co Cena zaakceptował. Na gali Rollins odniósł zwycięstwo po tym jak gościnny gospodarz SummerSlam Jon Stewart zainterweniował atakując krzesełkiem Cenę. Rollins i Cena mają stoczyć rewanż na nadchodzącym Night of Champions, a także na Live from Madison Square Garden. Na Night of Champions, Cena pokonał Rollinsa i odzyskał U.S. Championship.
Dolph Ziggler i Rusev rozpoczęli rywalizację w maju, gdzie Ziggler rozpoczął romans z Laną, ówczesną menadżerką Ruseva. Stoczyli oni swoją walkę na SummerSlam, lecz bez rezultatu - obaj zostali wyliczeni. W rewanżu na Raw 31 sierpnia, Ziggler wygrał przez dyskwalifikację po tym jak w walce zainterweniowała nowa dziewczyna Ruseva, Summer Rae. Rusev i Ziggler są zapowiadani na ich trzecią walkę na Night of Champions, jak i galę w Madison Square Garden. Na Night of Champions, Ziggler pokonał Ruseva po tym jak menadżerka Ruseva, Summer Rae, przypadkowo rzuciła butem w swojego chłopaka, co wykorzystał Dolph i przypiął rywala.

## Wyniki walk
| Nr                                                                                    | Wyniki | Stypulacje                                        | Czas  |
| ------------------------------------------------------------------------------------- | --- | ------------------------------------------------- | ----- |
| 1D                                                                                    | Zack Ryder pokonał Bo Dallasa | Singles match                                     | N/A   |
| 2D                                                                                    | Mark Henry pokonał Brada Maddoxa | Singles match                                     | N/A   |
| 3                                                                                     | Randy Orton i Dolph Ziggler pokonali Sheamusa i Ruseva (w/ Summer Rae)                                                                         | Tag team match                                    | 09:00 |
| 4                                                                                     | Neville pokonał Stardusta | Singles match                                     | 07:20 |
| 5                                                                                     | Team Bella (Nikki Bella, Brie Bella i Alicia Fox) pokonały PCB (Paige, Charlotte i Becky Lynch)                                                | Six-man tag team match                            | 08:35 |
| 6                                                                                     | Kevin Owens (c) pokonał Chrisa Jericho | Singles match o WWE Intercontinental Championship | 08:10 |
| 7                                                                                     | The Dudley Boyz (Bubba Ray Dudley i D-Von Dudley) pokonali The New Day (Big E i Kofiego Kingstona) (c) (w/ Xavier Woods) przez dyskwalifikację | Tag team match o WWE Tag Team Championship        | 06:40 |
| 8                                                                                     | Brock Lesnar (w/ Paul Heyman) pokonał Big Showa                                                                                                | Singles match                                     | 04:05 |
| 9                                                                                     | John Cena (c) pokonał Setha Rollinsa | Steel cage match o WWE United States Championship | 22:43 |
| (c) – mistrz/mistrzyni przed walkąD – walka była dark matchem (nietransmitowana w TV) | |                                                   |       |